# بووران
شهر بفرن (به فرانسوی: Beveren) در شهرستان سن‌نیکلا در استان فلاندری شرقی در منطقه فلاندری در کشور بلژیک واقع شده‌است.